# Buitenspeeldag

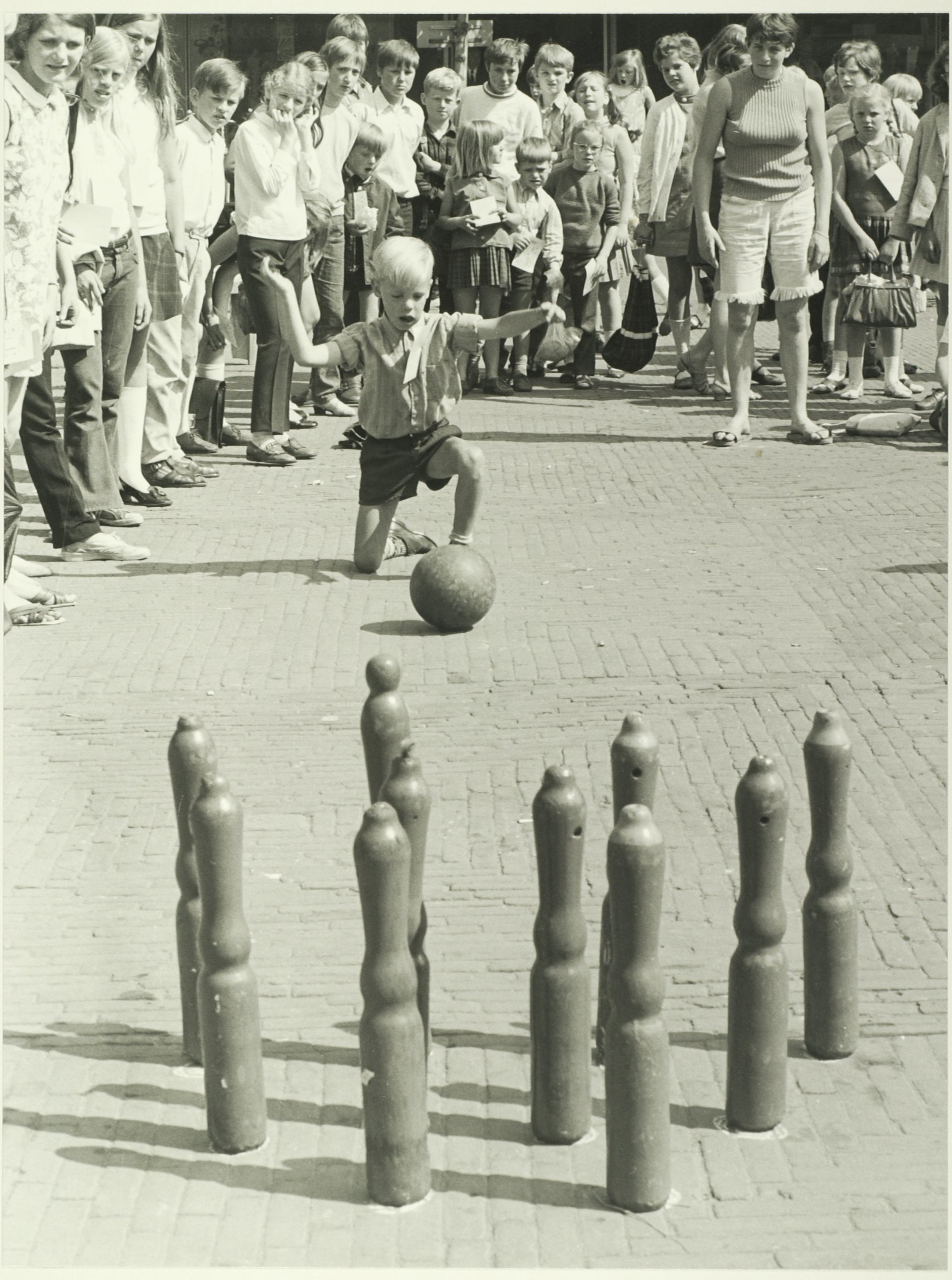
Kinderspelen in 1970

Buitenspeeldag is een jaarlijks gehouden dag in Nederland en België met het doel kinderen te stimuleren om buiten te spelen en te sporten in hun eigen buurt.

## Nederland

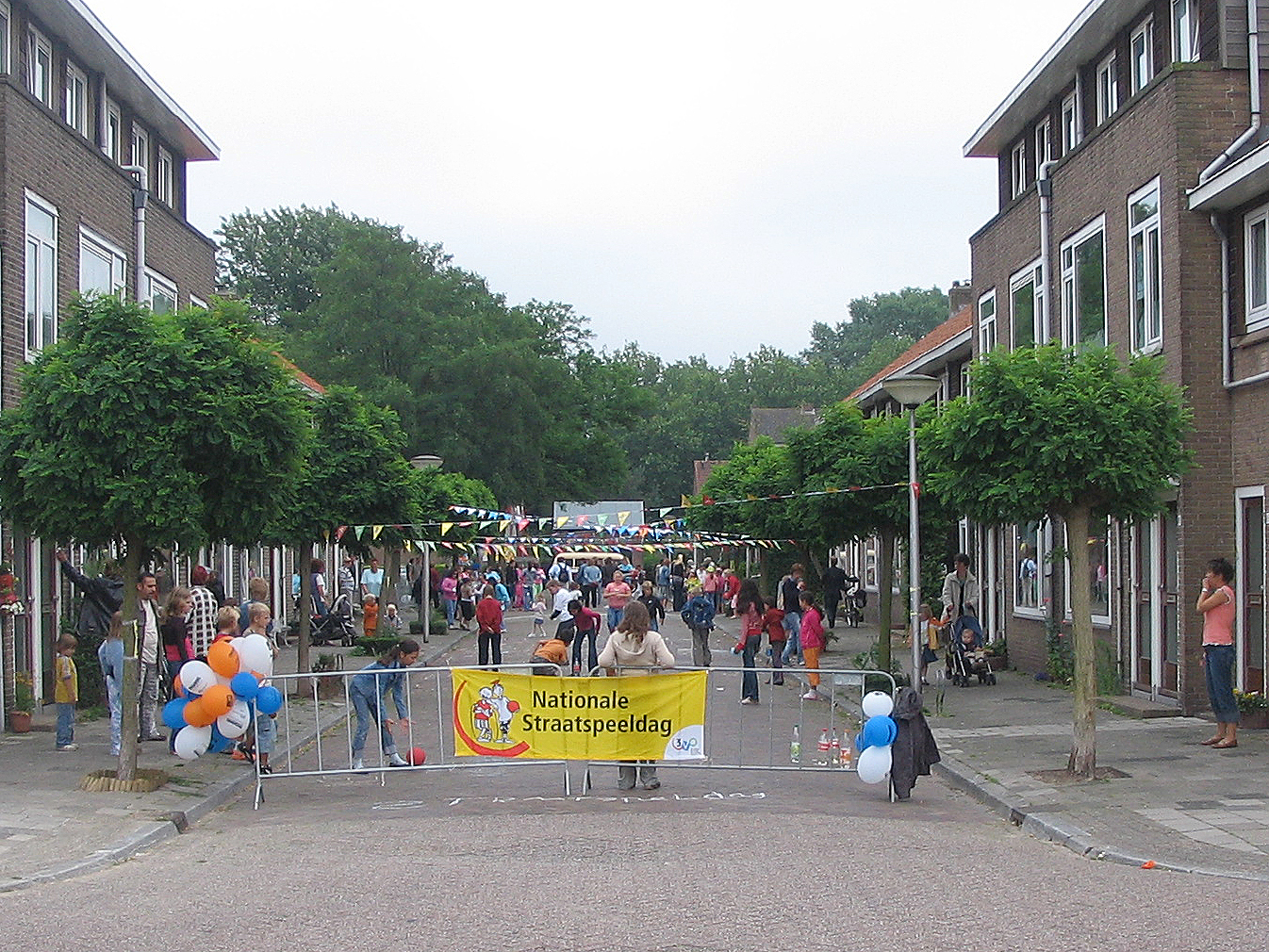
Speelstraat in Delft, 2008, ter gelegenheid van de nationale straatspeeldag

De Buitenspeeldag is de opvolger van de Nationale Straatspeeldag die bedacht is door Stop de Kindermoord en in 1986 voor het eerst werd georganiseerd. Straten werden afgesloten voor verkeer om kinderen veilig buiten te laten spelen, maar daarnaast werd aandacht gevraagd voor veilige ruimte voor kinderen op straat. In 1986 deden er enkele tientallen buurtgroepen aan mee. De belangstelling groeide enorm en aan de tiende straatspeeldag die werd geopend door Koningin Beatrix deden 1280 groepen mee. 
Na de fusie in 2000 met VVN kwam daar de organisatie te liggen. Bij de koersverandering van VVN werd deze activiteit in 2009 afgestoten, veranderde onderweg de naam naar Buitenspeeldag en uiteindelijk heeft Jantje Beton zich erover ontfermd. In Nederland wordt de Buitenspeeldag gehouden op de tweede woensdag van juni.

## België
In België wordt er sinds 1 juni 2005.de jaarlijkse Buitenspeeldag georganiseerd. Initieel op initiatief van de Vlaamse Overheid en Nickelodeon. Het wordt vandaag inhoudelijk vormgegeven door de organisaties Goe Gespeeld!, de Vlaamse Dienst Speelpleinwerk (VDS vzw), Bataljong en NLS (Netwerk Lokaal Sportbeleid) en de Vlaamse Overheid. Sinds 2023 trekt Goe Gespeeld! en de VDS de Buitenspeeldag. Zij geven ondersteuning aan de deelnemende gemeenten en/of organisaties.
Zowel op tv als op het internet zendt Nickelodeon niet uit tijdens de Buitenspeeldag met de duidelijke boodschap voor kinderen en jongeren om buiten te gaan spelen of sporten. In België zenden ook de kinderzenders Ketnet, Studio 100 TV en VtmKids niet uit tijdens de Buitenspeeldag. In de aanloop naar de Buitenspeeldag voeren de kinderzenders promotie voor de Buitenspeeldag en het buitenspelen.
De Buitenspeeldag was in België aanvankelijk op de woensdag voor de paasvakantie. Sinds 2016 is de buitenspeeldag op de woensdag na de paasvakantie.

## Achtergrond
De zorgen over het vrij kunnen buitenspelen van kinderen kwam sinds eind jaren zestig van de twintigste eeuw op de agenda, omdat het land toen volgebouwd werd met beton voor massale woningbouw, waardoor de speelruimte van kinderen in gedrang kwam. Dat was de aanleiding voor de oprichting van stichting Jantje Beton, die het belang van het buitenspelende kind zou verdedigen. Er is sindsdien inderdaad meer aandacht voor speelplekken voor kinderen gekomen, getuige hun tijdige integratie in de planningsfase van nieuwbouwprojecten en besluitprocessen waarbij (toekomstige) bewoners betrokken worden.
Toch is het gemiddeld aantal uren dat een kind besteedt aan buitenspelen sindsdien gestaag gedaald. Het zwaartepunt van factoren die bijdragen aan deze scherpe daling is echter verschoven van onevenwichtige bouwprocessen naar de verandering van het maatschappelijk karakter: grotere groepen mensen die op een kluitje wonen, digitalisering, en individualisering. De oorzaak van het minder buitenspelen is dus niet meer zozeer dat er geen fysieke speelruimte zou zijn, maar dat er sociale hindernissen zijn. Het gaat nu om het stimuleren van kinderen die uit eigen regie ervoor kiezen om buiten te spelen, en niet slechts binnen de kaders van een schoolplein of sportvereniging buiten de deur te komen.
De nationale buitenspeeldag die deze problematiek sinds de eerste viering in 1986 aanstipt was anno 2019 actueler dan ooit omdat het Nederlandse kind toen relatief weinig en steeds minder buiten speelt. De kinderen van de jaren zestig en zeventig uit de twintigste eeuw - de grootouders, respectievelijk ouders anno 2019 - speelden nooit zo weinig buiten als het kind van toen: terwijl voorheen 69% (ruim twee derde) van de huidige grootouders, en 65% (kleine twee derde) van de ouders in hun jeugd meer buiten dan binnen speelden, speelde anno 2019 slechts 10% (één op de tien) van de kinderen vaker buiten dan binnen. 53% (de helft) van de kinderen gaf aan vaker binnen te spelen, hoewel 28% (één op de drie) aangaf minder vaak buiten te spelen dan hij/zij dat zou willen. 15% (een op de zeven) van de kinderen speelde nooit buiten. De meeste ouders signaleerden verder dat hun kinderen gemiddeld minder dan 8,4 uur per week buitenspelen.

### Oorzaken van het minder buitenspelen
Als kinderen gevraagd wordt waarom ze niet of weinig buitenspelen, worden argumenten als ‘saaiheid van de speelplekken’ en ‘liever binnen willen blijven om te spelen’ genoemd. Bij binnen spelen zijn televisie kijken en gamen populair. Buiten zou dat fietsen, klimmen en klauteren zijn. Eén op de zeven kinderen geeft aan te druk te zijn met school en hobby’s om buiten te spelen.
Het geeft een eerste indruk van de ingewortelde sociale patronen. Als de maatschappelijke veranderingen onder een vergrootglas gelegd worden, worden de volgende factoren die het minder buitenspelen veroorzaken zichtbaar:
- Voorbeeldgedrag ouders: De reden die het meest wordt genoemd is dat naarmate ouders van betere komaf is minder vrije tijd buiten doorbrengt en vaker achter een scherm zitten. En dat gedrag wordt gekopieerd door het kind: vooral hoogopgeleide ouders in de Randstad hebben grote moeite om hun kinderen naar buiten te krijgen. Ouders moeten de tijd nemen hun kinderen aan te moedigen, een voorbeeld te wezen, of met het kind samen naar buiten te gaan. In plaats daarvan is het tendens dat de ouder van betere komaf beschermender zijn, en omdat zij zelf mogelijk weinig buitenspeelden toen ze jong waren, zien ze niet het belang van het aanmoedigen van hun kind.[6][5][3]
- Digitalisering: De integratie van de digitale middelen (mobiele telefoons, computers, tablets, etc) in het familieleven leidt ertoe dat het kind minder in de zandbak, op de schommel of in het klimrek te vinden is: het wordt van jongs af aan met IT middelen zoetgehouden.[3] De helft van de ouders zegt dat hun kinderen liever gamen en sociale media gebruiken dan buitenspelen. Het is echter een oud gegeven dat de mens liever lui dan moe is, en dat ouders niet zomaar met de grillen van het kind moeten meegaan. Een ruime driekwart van de ouders probeert dan ook het balans tussen de virtuele en buitenwereld met regels onder controle te houden.[6] De "democratische" opvoedingsstijl waarbij sommige ouders hun  kinderen zelf laten kiezen wat ze willen doen, lijkt in dat kader niet effectief. Als de kinderen dan liever gaan gamen, gaan de ouders daar niet tegenin.[6] Een vergelijkbaar effect wordt bereikt met een laisse-faire-opvoeding.
- Minder veiligheid op straat (reëel of ervaren): ouders zijn veel beschermender dan voorheen en laten daardoor minder snel toe de kinderen buiten laten spelen. Argumenten zijn verkeersveiligheid, en gebrek aan sociale controle in de volle wijken. Deels zijn de opgelegde restricties terug te voeren naar het feit dat ze zelf te druk zijn met hun werk of en dus geen oogje in het zeil kunnen houden.[7][6][8]
- Tijdsgebrek. Kinderen zouden "geen tijd" hebben buiten te spelen omdat bijvoorbeeld huiswerk afgemaakt moet worden. Deze druk kan zelfopgelegd zijn, mogelijk naar voorbeeld van drukke ouders, of onder invloed van ambitieuse ouders.[7] Of het kind gaat naar de buitenschoolse opvang, zit op een sport of doet aan muziek.[5]
- Gebrek aan speelmaatjes: Van de kinderen die altijd binnen zijn, zegt 42 % vaak met één of meerdere ouders te spelen. Ook zijn ze veel alleen (63 %). Slechts een derde speelt met een vriendje of vriendinnetje.[5] Ook hier is een correlatie met de komaf van ouders te zien.

Veel patronen zijn dus terug te voeren naar de familieachtergrond: het opleidingsniveau, inkomen en sociale status van de ouders correleren met de problemen: naarmate financiën minder een belemmering zijn spelen de digitale gemakken een grotere rol in het familieleven; met een hogere opleiding groeien de verwachtingen; werkende ouders zijn minder thuis; en kunnen dus geen tijd met de kinderen spenderen; en hebben ze sowieso minder kinderen, waardoor de enkeling aan de ene kant geen leeftijdsgenoot als speelmaatje heeft en aan de andere kant gepamperd wordt en aan de ouder gebonden is. Tot slot geldt in het algemeen dat ouders een belangrijke voorbeeldfunctie hebben.
De meeste kinderen die buiten spelen, doen dat in eigen tuin of op de stoep met vriendjes en vriendinnetjes in de buurt. Het onderzoek toont echter dat meer dan de helft van deze kinderen "vaak alleen" speelt. De populariteit van het trapolinespelen zou dit mogelijk verklaren, maar de invloed van hoger opgeleide ouders is dus een overtuigender argument.
Als gevolg hiervan sterven straten in sommige wijken uit en de vicieuze cirkel is compleet: “Het probleem versterkt zichzelf. Als kinderen minder buiten komen, trekken ze ook geen andere kinderen aan die komen spelen. Het is namelijk heel simpel: samen spelen is veel leuker. Ik ken geen kind dat graag een uur alleen op de schommel zit,” aldus de directeur van Jantje Beton.

### Belang van buitenspelen
Het veelvuldig binnenzitten en gebrek aan beweging draagt eraan bij dat meer kinderen obesitas hebben. De digitalisering leidt ertoe dat zoveel naar schermen gekeken wordt dat er oogproblemen ontstaan. Het kind leeft in een prestatiemaatschappij, wat stress met zich meebrengt. Buitenspelen is tegen deze verschijnselen een goede buffer.
Buitenspelen is belangrijk voor de ontwikkeling van kinderen, omdat het hun helpt in de ontwikkeling van hun motoriek en intellectuele ontwikkeling. Ze worden creatiever en ze leren zelf problemen op te lossen. Buitenspelen is ook gezond: kinderen kampen minder met overgewicht en door meer beweging krijgen ze later ook weer minder hartproblemen. Het is het een belangrijk stukje karakterontwikkeling: kinderen worden avontuurlijker, ze leren met tegenslag om te gaan, bouwen zelfvertrouwen op, en hun sociale vaardigheden worden versterkt. Al met al, buitenspelen draagt bij aan het kinds gevoel van geluk en welbevinden.